# リニアモーターカー

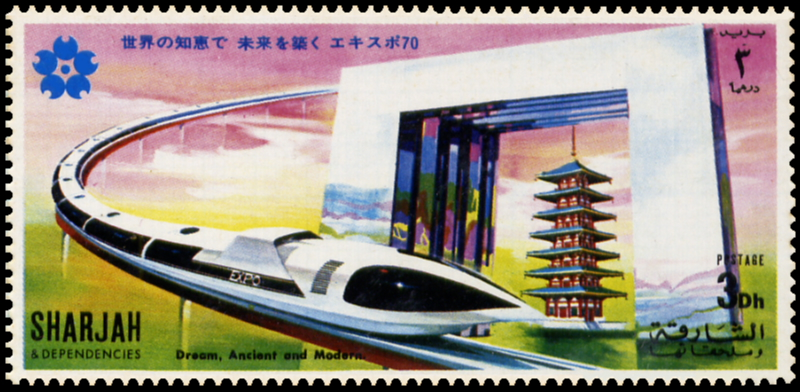
1970年に開催された大阪万博で展示された国鉄のリニアモーターカーの模型や古河パビリオンを描いたシャールジャの切手。

リニアモーターカー（和製英語: linear motor(motour) car、略語：リニア）とは、リニアモーターにより駆動される乗り物。超電導リニアの最初の開発者であった京谷好泰が名付けた和製英語である。日本では主に超電導磁気浮上式鉄道（英:Maglev、マグレブ）を指す。
リニアモーターは、一般に円筒状と円柱状の固定子と回転子から成るモーターを、帯状に展開し、回転運動の代わりに直線運動をするようにしたような形態のモーターである。リニアモーターカーは、リニアモーターにより直接進行方向に加速及び減速する（鉄道）車輛である。
主な種別として、磁気で車体を浮上させて推進する磁気浮上式と、浮上させず車輪によって車体を支持し、推進及び電磁ブレーキにリニアモーターを利用する鉄輪式が、現在実用化されている。
また、その他の分類としては、「軌道一次式」と「車上一次式」がある。これは要するに回転式モータの場合の、「固定子一次式」と「回転子一次式」のようなもので、（常伝導の）電磁石により極性を変化させて駆動力を発生させる側がどちらか、ということである。電磁石で可変の側が一次側であり、永久磁石や超伝導磁石による固定極あるいは誘導電流を受動的に発生するためのコイルや導体のみの側が二次側である。
旧国鉄・JRの超電導リニアの場合、超伝導磁石は磁極固定式でありまた軌道側に敷設するのは非現実的なので、必然的に軌道一次式となる。多くの鉄輪式リニアは逆に、軌道側に制御系を持たせるよりも車両側に持たせるのが現実的なので、車上一次式である。
なお、二次側の構造が「推進用コイル」と称されるものであるか、「リアクションプレート」と称されるものであるか、という違いには基本的には意味は無く、軌道一次式と車上一次式という語の説明に持ち出す必要は無い。

## 種類

### 空気浮上式
- アエロトラン S44 - Merlin-Gérin社によって供給されたリニア誘導モータを備えた。
- UTACV - 1970年代に開発されたアメリカの空気浮上式リニアモーターカー試験車両
- トラックト・ホバークラフト - イギリスの空気浮上式リニアモーターカー試験車両
- 空気浮上式新交通システム - ゼネラルモーターズの開発、およびそれを引き継いで日本オーチスによりリニアモータ推進タイプの実用化に向けた開発が行われ、実験線での評価までは行われたが、2018年現在での営業例は全てケーブルカーのように鋼索で牽引する方式に変更されたタイプである。低速での効率などはケーブルのほうに利点がある。

### 磁気浮上式

磁気浮上式リニア（超電導リニア L0系） - 鉄道の試験走行として世界最高速度の603km/hを記録している

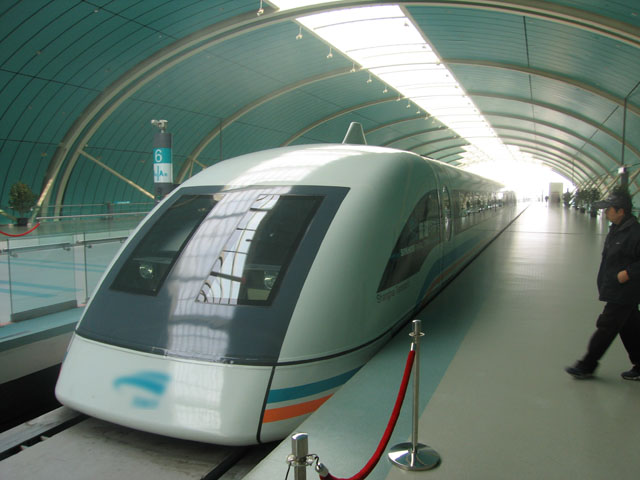
磁気浮上式リニア（上海トランスラピッド） - 世界最高速の営業運転 (430km/h) を行っている

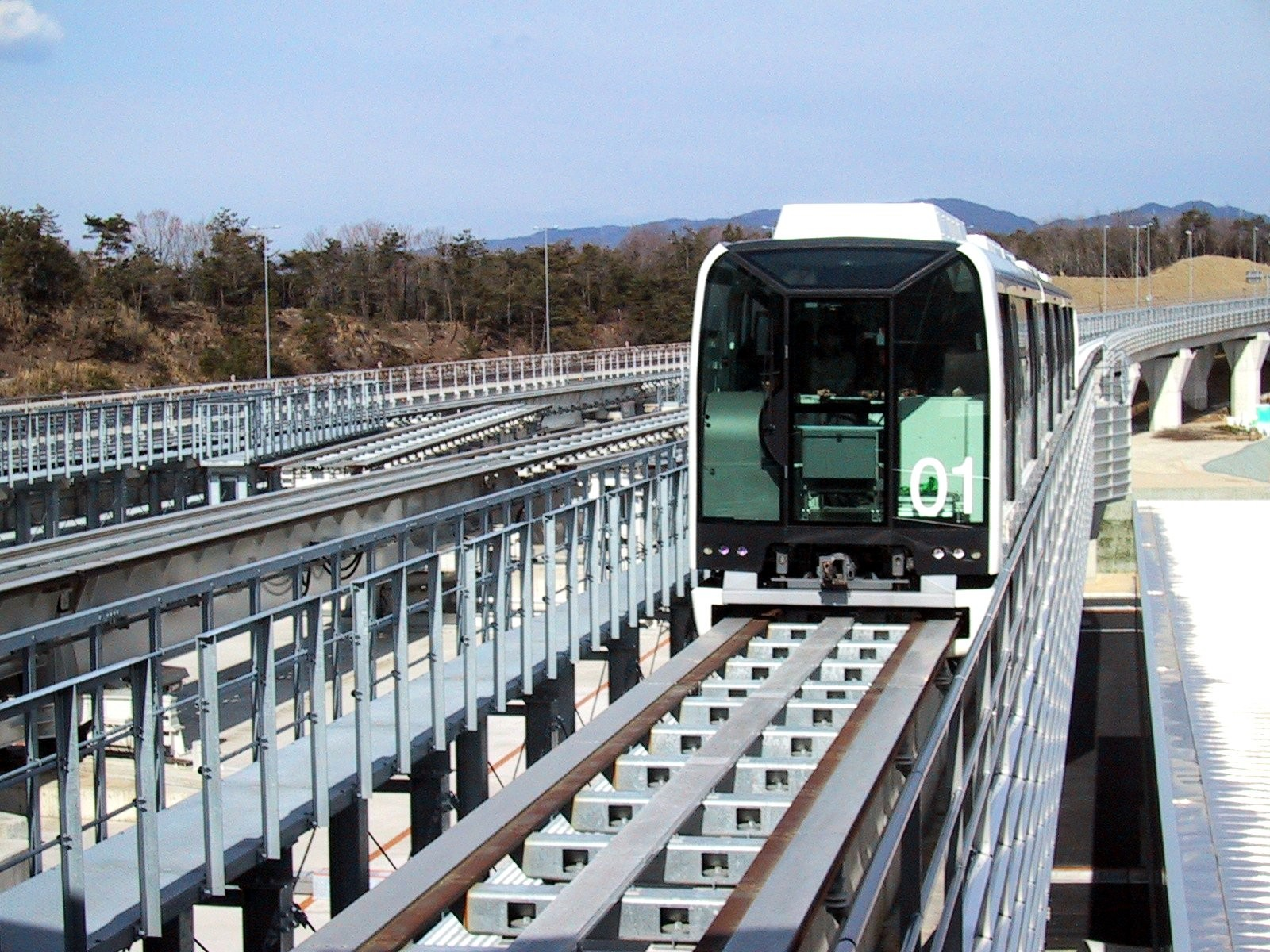
磁気浮上式リニア (HSST) - 愛知高速交通100形（リニモ）

磁気浮上式リニアモーターカーは、磁気浮上式鉄道であって、かつ同時に、リニアモーターで加減速される。超電導リニアは電磁誘導浮上支持方式（EDS）であり（宮崎実験線では床部分のコイルによる反発式だったが、山梨実験線では側壁に推進用と浮上用の両方のコイルがあり、浮上には反発と吸引が併用される）、HSSTやトランスラピッドは吸引式の電磁吸引支持方式（EMS）である。超電導リニアは浮上に誘導電流を利用するというそのメカニズム上、低速時には浮上しないため、引込式のゴムタイヤ車輪を装備しており、停車・低速時や緊急停止時にはタイヤで車体を支持する。
日本初の営業運転は、HSSTによる1989年の横浜博覧会におけるYES'89線である。運行されていたのは博覧会の期間中であったが、博覧会の展示物ではなく、磁気浮上式鉄道として運輸当局の第一種鉄道事業として営業運転免許を得た旅客輸送であった。

#### 世界での実用化プロジェクト
現在営業運転を行っているものは、日本では愛知高速交通東部丘陵線（リニモ）、中国では上海トランスラピッド・長沙磁浮快線・北京地下鉄S1線、韓国ではエキスポ科学公園線・仁川空港磁気浮上鉄道である。その他は実験・試験段階にとどまるか、すでに廃止されている。日本では将来において2027年を目処に首都圏（品川駅） - 中京圏（名古屋駅）間を結ぶ中央新幹線の営業運転開始を目指している。

### 鉄輪式

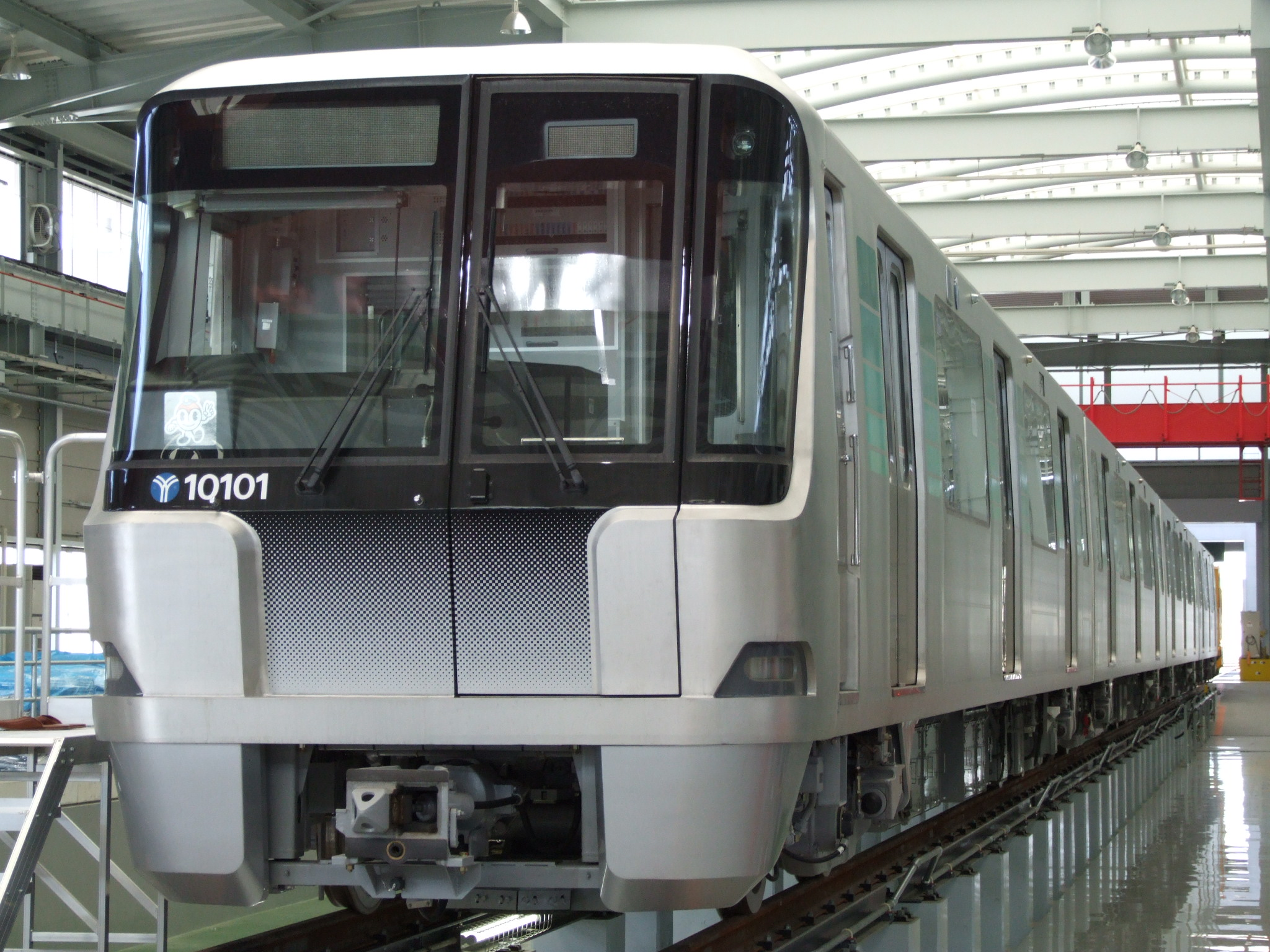
鉄輪式リニア（横浜市営地下鉄グリーンライン）

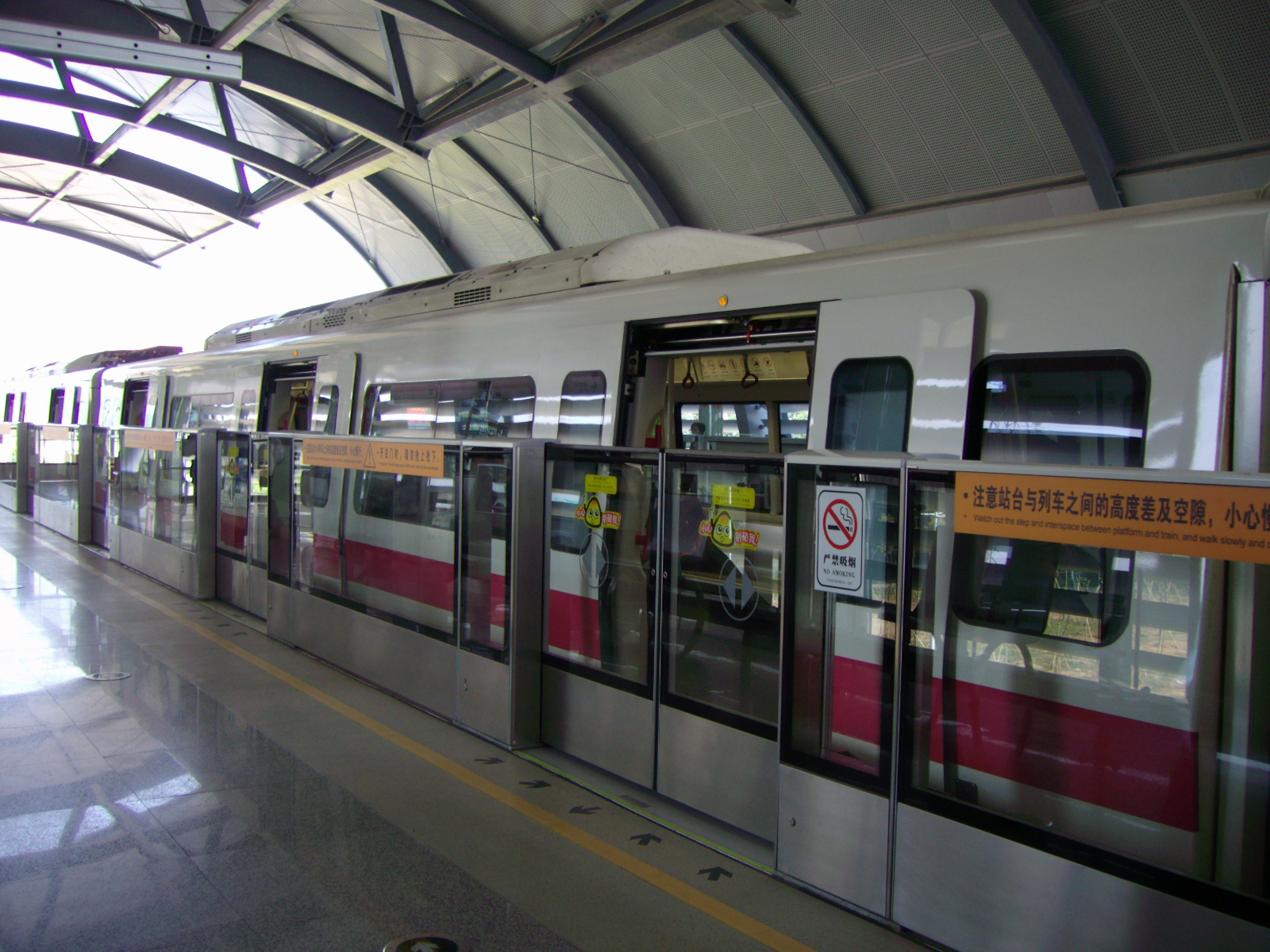
鉄輪式リニア（広州地下鉄4号線）

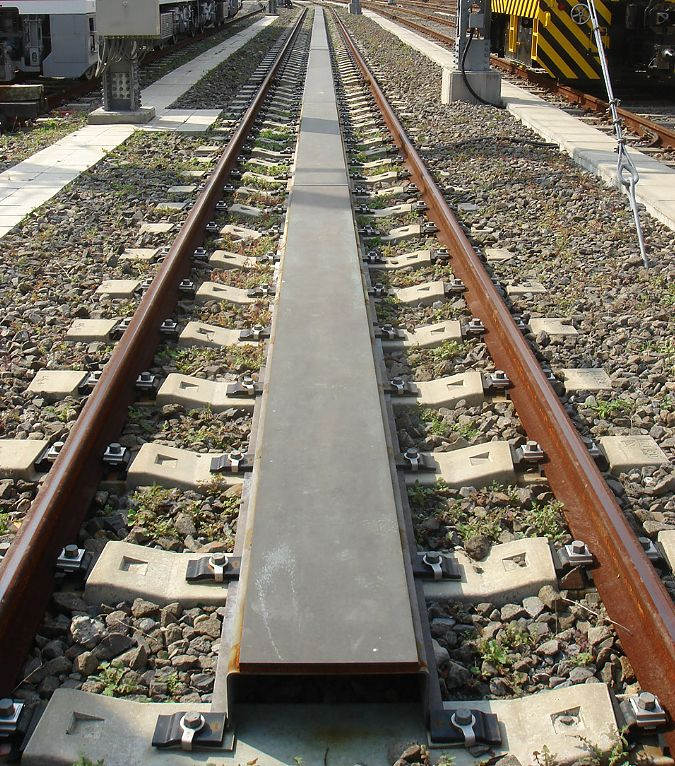
鉄輪式リニアのリアクションプレート（レール間に敷設されている） - 馬込車両検修場

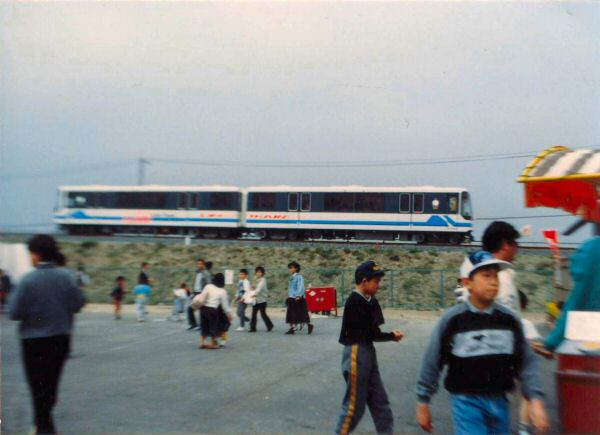
リムトレン 鉄輪式リニア in さいたま博

鉄輪式リニアモーターカーは、推進力（動力）にリニアモーター（もっぱらリニア誘導モーター）を使用し、車両の支持・案内にはレールと車輪を使用する。原理から来る構造により、車高を低く抑えることが可能であることや、鉄車輪と鉄軌条の摩擦力に頼る一般的な粘着式鉄道と比べ、推進力を車両に対して直接発生させる方式であることから車輪の直径を小さくすることができ、その上で急勾配や急曲線にも強い、などといった特徴がある。日本ではトンネル断面を小さくしても車内を広く取れるという利点から、地下鉄への採用が1990年代以降広がった。
鉄輪以外にゴムタイヤ式なども原理的には可能であるが、もともとエネルギー効率が低いという性質から、さらに転がり抵抗の大きいゴムタイヤと組み合わせた営業線での例は見られない。車体側の台車底面にはコイルを取付け、地上側にはリアクションプレートを軌道中央に取付けて固定している。走行の際には、車両側のコイルに三相交流を流すことで、誘導電動機の回転磁界に相当する移動磁界が発生する。これによりリアクションプレートに渦電流による磁界が発生して、車体側のコイルとリアクションプレートの間で磁力の吸引・反発が相互に働いて車両に推進力を発生させる。集電方式には、直流1,500 Vの電力を架空電車線または剛体架線に流してパンタグラフにより集電する架空電車線方式や、レール下に埋め込まれた架線から集電する第三軌条方式に大別され、この点では一般的なモーター駆動方式の地下鉄向け電車と全く同じであり、このうち日本では全て前者の集電方式によるものである。車両の制御方式には、リニア誘導モーターを使用するため三相交流を制御可能なVVVFインバータ制御を採用している。このため、定格速度まではすべり周波数一定制御により一定トルクで加速して、定格速度以上ではすべり一定制御を行って効率を最大にする。
鉄輪式リニアモーターカーには以下のようなメリットがある。
1. リニアモーターは非常に薄いため通常の電車よりも車輪径を小さく、台車を小型化でき、客室の床面を低くすることができるほか、車両限界も縮小できる。このためトンネル断面を小さくでき、建設費を削減可能（ミニ地下鉄）。
2. 駆動力を車輪とレールの摩擦に頼らないため、急勾配での走行性能が高く[注 2]、急曲線での走行が可能である[注 3]。大都市では地下鉄路線の過密化により直線的な路線空間の確保が困難になっており、急勾配・急カーブを多く持つ線形にせざるを得ないが、そのような場合に有効である。
3. 減速歯車や撓み継ぎ手等の可動部分が無いので騒音が低く、保守が容易。

一方で、以下のようなデメリットがある。
1. リアクションプレートと車両側の電磁石との間隔（ギャップ）が狭い（12 mm程度）ため、地上区間や駅部ではゴミなどが挟まりやすい。
2. 従来の粘着式推進に比べるとリニア誘導モーター固有の内部損失、及び、一次側コイルとリアクションプレート間の隙間が従来の回転式の誘導電動機に比べ大きいのでエネルギーの損失が大きく（磁界の強度は距離の2乗に反比例する）効率が低い、そのため、単位輸送量あたりの消費電力が従来型に比べ大きい。

#### 車輛以外の鉄道関連システム
- リニアモータ方式貨車加減速装置 - （日本の貨車操車場の記事も参照）1974年9月に運用開始[2]。貨物列車などの組成・入換えにコンピュータ化された武蔵野、北上、新南陽、郡山、塩浜、高崎の各操車場で使用されていた[3][信頼性要検証]。保守車両として国鉄ヤ250形貨車があった。リニアモーター車輛でもいわゆる台車でもなく、通常のレールの内側に設置された専用のレールの上を移動しながら貨車を捕捉して加減速の後に突放あるいは停止させる装置である[注 4]。
- 鉄道総研「集電試験装置」[4] - リニアモータ駆動により、実車のパンタグラフ等の集電周辺装置が取り付けられた台車を、高速（最高速度200 km/h程度）で走行させ、それら集電関係の高速移動時の問題[注 5]等の試験・調査等をおこなう装置。

#### 世界での実用化例
- LIMRV - 車載のガスタービン発電機で駆動するリニア誘導モータを備えた試作車両
- ボンバルディア・イノヴィア・メトロ（英語版）（ボンバルディア・アドバンスト・ラピッド・トランジット） - ボンバルディア社が開発した鉄輪式リニアモーターカー。第3軌条から集電する。

日本
- ALPS[注 6] - ゴムタイヤ支持・リニアサイリスタモーター駆動の高速鉄道システムとして、鉄道技術研究所で研究された[5]。
- リムトレン - 1988年のさいたま博覧会（3月19日 - 5月29日）で日本モノレールが出資し、鉄車輪（4輪）のボギー台車2組を取付け2両編成による展示走行を行った。製作は三菱重工。
- Osaka Metro長堀鶴見緑地線 - 1990年に日本初の常設実用線として開業。使用車両の70系は、この年のローレル賞を受賞した。
導入の経緯として、（大阪市高速電気軌道〈Osaka Metro〉の前身の）大阪市交通局長であった今岡鶴吉は、御堂筋線の混雑軽減のために四つ橋線を開通させたが「余り使ってもらえない」ため、現在の御堂筋の幅員にもう一本地下鉄を入れるために小型地下鉄を検討したことが、長堀鶴見緑地線のリニアメトロ車両の開発に繋がったとしている[6]。
- 都営地下鉄大江戸線 - 1991年開業
- 神戸市営地下鉄海岸線 - 2001年開業
- 福岡市地下鉄七隈線 - 2005年開業
- Osaka Metro今里筋線 - 2006年開業
- 横浜市営地下鉄グリーンライン - 2008年開業
- 仙台市地下鉄東西線 - 2015年開業

アメリカ
- デトロイトのピープルムーバ（新交通システム）
- ニューヨークの「エアトレインJFK」

カナダ
- トロントの「スカーバラ RT line」
- バンクーバー市のスカイトレイン エキスポ・ライン - 1985年開業
- バンクーバー市のスカイトレイン ミレニアム・ライン - 2002年開業

韓国
- 韓国龍仁市の龍仁軽電鉄

その他、香港の地下鉄などでも採用計画があるとされる。
中国
- 広州市の広州地下鉄4号線 - 2005年開業
- 広州市の広州地下鉄5号線 - 2009年開業
- 広州市の広州地下鉄6号線 - 2013年開業
- 北京市の北京地下鉄首都機場線 - 2008年開業

ベネズエラ
- TELMAGV - ベネズエラのアンデス大学（英語版）で開発中のリニアモーター式交通機関リニアリラクタンスモーターを推進に使用する。

マレーシア
- クアラルンプールの「RapidKL Kelana Jaya Line」
- クアラルンプールの「Bandar Utama-Klang line」

## 駆動方式の種類
リニアモーターも通常のモーターと同様、以下のように分類できる（なお、以下の分類はリニアモーターカーと全く無関係に「リニアモーターの分類」である）。また、モーターの1次側（変動磁界を発生させる側）を地上側に設置して、モーターの2次側を車上側に搭載している方式を地上1次方式と言い、モーターの1次側を車上側に搭載して、モーターの2次側を地上側に設置している方式を車上1次方式と言う。
- リニア同期モーター（LSM） - 車両側に電磁石を搭載するとともに、軌道側にも電磁石または永久磁石を並べなくてはならないため、軌道敷設・保線のコストがかさむ。効率や出力には優れる[注 7]。
- リニア誘導モーター（LIM） - 車上一次式の場合、車両側に電磁石が必要だが、軌道側には電磁石が不要で、「リアクションプレート」と呼ばれる単なる金属板ですむ。LSMと比較した場合、高速域では推力・力率・効率が低くなるほか、1モーターの1次側と2次側の空隙が大きくなると推力が大幅に減少するため、その空隙を小さく抑える必要がある。ただし、車上一次式であれば軌道上にコイルを敷設する必要がなく、軌道上のコイルを励磁必要がないので推進効率は同種の推進方式のミニ地下鉄と同水準である[注 8]。
- リニア整流子モーター - サイリスタモーターとも呼ばれており、ブラシと整流子を電子回路において実現している。エネルギー効率はLSMよりも高いが、機械的接触がある、寿命が短いなどの問題があるため、実用レベルではほとんど使われない。

### 注記
1. ↑  この場合では、すべり周波数は速度に比例して大きくなる。
2. ↑  最大で60 ‰まで可能。
3. ↑  本線で曲線半径100 mまで可能。
4. ↑  『日立評論』の1970年12月号に「リニアモータ方式L4形貨車加減速装置」という記事がある。
5. ↑  特に日本の新幹線では、以前は離線によるアークがほぼ間断なく発生しており、解決には時間がかかった。
6. ↑  アルプスと呼称する。
7. ↑  ただし、軌道一次式、車上一次式にかかわらず、軌道側の磁石を励磁しなければならないので効率は車上一次式よりも劣る
8. ↑  リニア誘導モータには「すべり」があり、反発にも吸引にもなる。この位相を切り替えるタイミングを速度に応じて上手に切り替えるように制御している。

## 関連本・参考図書
- 京谷好泰『10センチの思考法』すばる舎、2000年12月。ISBN 9784883990672。
- 京谷好泰『リニアモータカー　超電導が21世紀を拓く』日本放送出版協会、1990年6月。ISBN 978-4140015988。
- 奥猛　京谷好泰　佐貫利雄『超高速新幹線』中公新書、1971年1月。ISBN 978-4-12-100272-3。
- 茂木宏子『お父さんの技術が日本を作った！メタルカラーのエンジニア伝』小学館、1996年3月。ISBN 978-4092901315。
- 研究産業協会監修 編『匠たちの挑戦 (3)』オーム社、2002年12月。ISBN 978-4274948848。
- Ralf Roman Rossberg『磁気浮上式鉄道の時代が来る？』須田忠治 訳、電気車研究会、1990年6月。ISBN 978-4885480539。
- 澤田一夫　三好清明『翔べ！リニアモーターカー』読売新聞社、1991年2月。ISBN 978-4643910100。
- 鉄道総合技術研究所浮上式鉄道開発推進本部 編『超電導が鉄道を変える-リニアモーターカー・マグレブ』清文社、1988年12月。ISBN 978-4792050986。
- 井出耕也『疾走する超電導　リニア五五〇キロの軌跡』ワック、1998年4月。ISBN 9784948766051。
- 鉄道総合技術研究所 編『ここまで来た！超電導リニアモーターカー』（初版）交通新聞社、2006年12月。ISBN 9784330905068。
- 窪園豪平『リニアモーターカー』（初版）一ツ橋書店、2006年12月。ISBN 9784565983220。
- 交通新聞編集局 編『時速500キロ「21世紀」への助走』（初版）交通新聞社、1990年1月。ISBN 9784875130116。
- 白澤照雄『リニア中央新幹線』（初版）ニュートンプレス、1989年7月。ISBN 9784315509816。
- 中央新幹線沿線学者会議 編『リニア中央新幹線で日本は変わる』（初版）PHP研究所、2001年8月。ISBN 9784569617190。
- 正田英介・加藤純郎・藤江恂治・水間毅 編『磁気浮上鉄道の技術』オーム社、1992年9月。ISBN 4274034135。
- 国土交通省総合政策局情報管理部 編『交通関係エネルギー要覧〈平成12年版〉』財務省印刷局、2001年3月。ISBN 4171912555。
- 久野万太郎『リニア新幹線物語』（初版）同友館、1992年2月8日。ISBN 4-496-01834-9。
- 財団法人鉄道総合技術研究所 編『超電導リニアモーターカー』（初版）交通新聞社、1997年4月。ISBN 4-87513-062-7。
- H.H.コルム; R.D.ソーントン (1973年12月号). “磁気浮上による超高速鉄道”. サイエンス (日経サイエンス社):  10.
- Heller, Arnie (1998年6月). “A New Approach for Magnetically Levitating Trains—and Rockets”. Science & Technology Review
- Hood, Christopher P. (2006). Shinkansen – From Bullet Train to Symbol of Modern Japan. Routledge. ISBN 0-415-32052-6
- Moon, Francis C. (1994). Superconducting Levitation Applications to Bearings and Magnetic Transportation. Wiley-VCH. ISBN 0-471-55925-3
- Simmons, Jack; Biddle, Gordon (1997). The Oxford Companion to British Railway History: From 1603 to the 1990s. Oxford: Oxford University Press. p. 303. ISBN 0-19-211697-5